# Trạm Tấu (xã)
Trạm Tấu là một xã thuộc tỉnh Lào Cai, Việt Nam.

## Địa lý
Xã Trạm Tấu nằm ở trung tâm huyện Trạm Tấu, có vị trí địa lý:
- Phía đông giáp thị xã Nghĩa Lộ
- Phía tây giáp xã Xà Hồ
- Phía nam giáp xã Pá Hu
- Phía bắc giáp xã Pá Lau.

Xã Trạm Tấu có diện tích 31,11 km², dân số năm 2019 là 2.492 người, mật độ dân số đạt 80 người/km².

## Hành chính
Xã Trạm Tấu được chia thành 4 thôn: Km 17, Mo Nhang, Tấu Dưới, Tấu Trên.